# Liatongus californicus
Liatongus californicus är en skalbaggsart som beskrevs av Horn 1882. Liatongus californicus ingår i släktet Liatongus och familjen bladhorningar. Inga underarter finns listade i Catalogue of Life.